# Stadler KISS

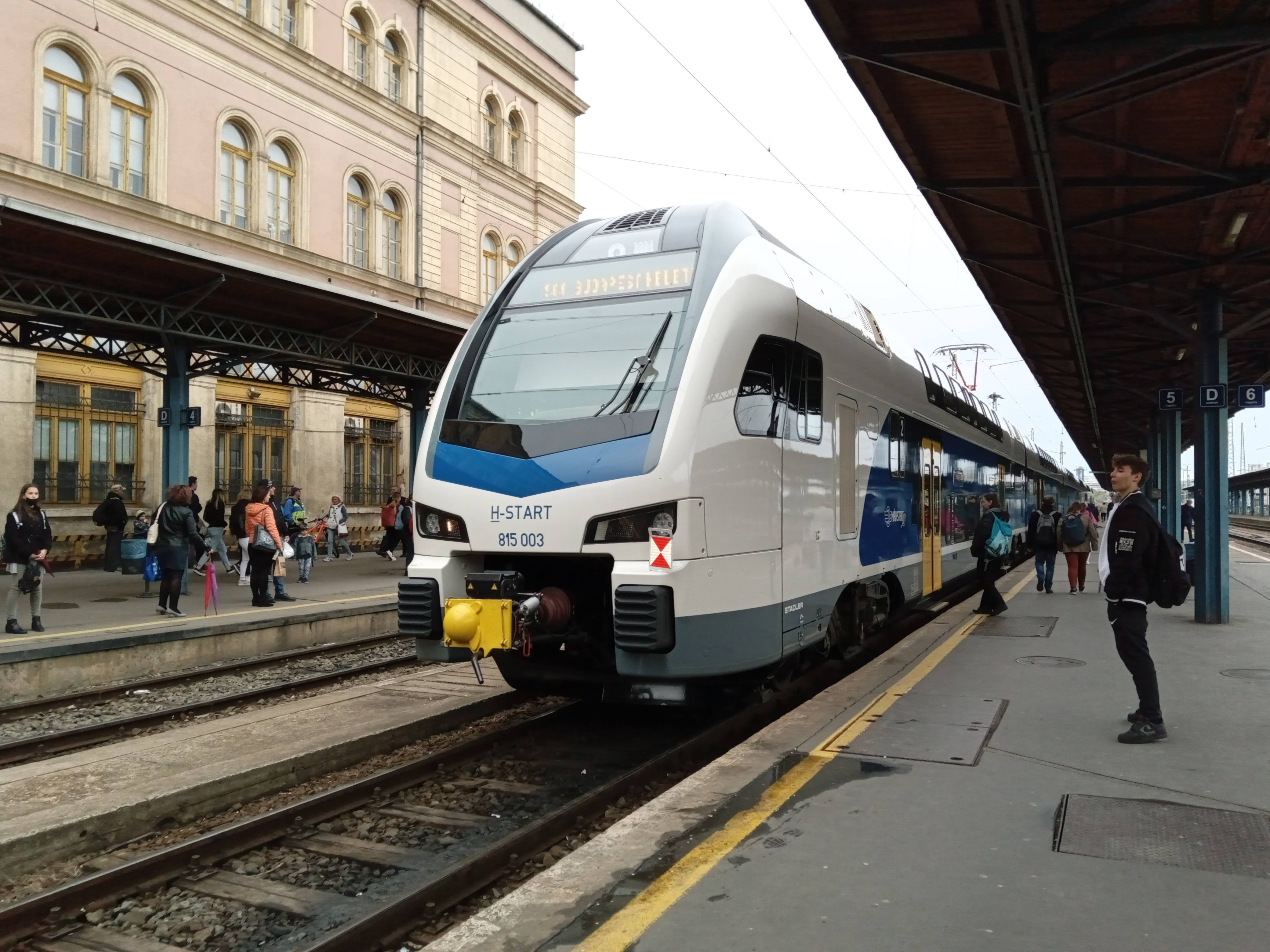
Stadler KISS motorvonat a Keleti pályaudvaron

A Stadler KISS (korábbi nevén Stadler DOSTO) a Stadler Rail által gyártott, emeletes villamos motorvonat. A Svájci Szövetségi Vasutak 2010-ben állította forgalomba az első példányokat, azóta több országban is forgalomba álltak különböző elővárosi, távolsági, három-, négy- vagy hatrészes kivitelben. Magyarországon a MÁV 815-ös sorozataként 2020-ban álltak először forgalomba.

## Neve
Az eredeti „DOSTO” név a német Doppelstock, azaz duplatörzsű, emeletes szóból származik. 2010 szeptembere óta a Stadler a vonatot „KISS”-nek nevezi, ami a Komfortabler Innovativer Spurtstarker S-Bahn-Zug rövidítése, ami „komfortos, innovatív, vágtázni képes elővárosi vonat”-ot jelent.
A vágtázó képesség azt jelenti, hogy a vonat képes rövid ideig, néhány percig akár 6000 kW fölötti teljesítményt is leadni, amivel megelőzhet más vonatokat rövid kiépítésű nagy/emeltsebesességű pályaszakaszokon.

## Története
A Stadler Rail Group ötven darab emeletes villamos motorvonat gyártására és szállítására kapott megbízást a Svájci Szövetségi Vasutaktól 2008-ban. Ez a megrendelés képezte a KISS termékcsalád alapját. A megbízás értéke 1,024 milliárd svájci frank volt.
Az első vonatok 2010-ben érkeztek és 2011. szeptember 5-én álltak forgalomba.
A Stadler FLIRT motorvonatok modulrendszerű felépítésének elve alapján továbbfejlesztett technológia szerint, a motorvonatot tervező mérnökök törekedtek az alumínium járműszerkezet és a belső berendezések kialakítása során a vasúti űrszelvény adottságain belül rendelkezésre álló tér maximális kihasználására.
Svájc legnagyobb közlekedési vállalatának számító SBB 2008. június 30-án hozott döntést az előző év áprilisában kiírt tender eredményéről.
A Stadler a kétszintes villamos motorvonatokat 2011-ig szállította le az SBB részére. Az motorvonatokat a svájci vasúttársaság Zürich vonzáskörzetében üzemelteti. 2012-től a Stadler további motorvonatokat szállított a zürichi S-Bahn, majd később más vasúttársaságok számára. 2016-ig 242 KISS motorvonatot adtak el összesen 1145 kocsival kilenc különböző ország üzemeltetőinek.

### Magyarországi története
A MÁV-Start 2017-ben kötött keretszerződést a Stadlerral maximum 40 darab 6 részes elővárosi motorvonat beszerzésére, melyből első részletként 11 darabot hívtak le a 70 és 100a vonalakra, melyet 2018-ban további 8 darab motorvonat követett. 2019-ben lehívták az opciós mennyiségből hátralevő további 21 motorvonatot is. Az első legyártott példányok 2019 nyarán érkeztek a MÁV-Starthoz, ahol futáspróbákon és engedélyeztetési eljáráson vettek részt.
Az első vonat 2020. március 15-én állt forgalomba a Budapest–Záhony-vasútvonalon. 2020. március 16-án a COVID-koronavírus-járvány miatt elrendelt magyarországi határzár bevezetése okán a Stadler hazarendelte külföldi munkavállalóit, így mivel nem tudják biztosítani a kellő műszaki felügyeletet, a KISS motorvonatok üzeme március 17-étől augusztus 23-ig szünetelt. 2020. augusztus 24 óta újból járnak a magyar vasútvonalakon. Amennyiben mind a 40 motorvonat forgalomba áll, a tervek szerint a 40a és 71 számú vonalak kivételével minden Budapestet érintő villamosított vasútvonalon közlekedni fognak. 2022. szeptember 30-án megérkezett a sorozat negyvenedik tagja. A motorvonatok hosszú távon az Budapest–Hegyeshalom–Rajka-vasútvonal, a Budapest–Esztergom-vasútvonal, a Budapest–Szob-vasútvonal, a Budapest–Sátoraljaújhely-vasútvonal, a Budapest–Záhony-vasútvonal és a Budapest–Újszász–Szolnok-vasútvonal menetrendi forgalmában vesznek részt. A karbantartásuk az Istvántelki Főműhely felújított csarnokaiban történik.

## Felépítése

### Járműszerkezet
Hatrészes csuklós motorvonat, minden kocsiszekrénye duplaszintes. 

### Utastér
Kétszintes , a motorvonat teljes hosszán végignyúló, csak a csuklóknál megszakadó második emelettel ellátott motorvonat. Az utastéri ülések színterve a Stadler Flirt motorvonatokkal megegyeznek.

## Üzemeltetők
| Rendelés éve | Szolgálatba állás éve | Üzemeltető                      | Ország       | Darabszám  | Nyomtávolság | Kocsiszekrények száma | Legnagyobb sebesség | Megjegyzés                                                                                                  | Mintázat |
| ------------ | --------------------- | ------------------------------- | ------------ | ---------- | ------------ | --------------------- | ------------------- | --- | -------- |
| 2008 2015    | 2012 2016             | Svájci Szövetségi Vasutak       | Svájc        | 69 (50+19) | 1435 mm      | 4 és 6 db             | 160 km/h            | Zürich S-Bahn                                                                                               |          |
| 2010         | 2012                  | BLS                             | Svájc        | 28         | 1435 mm      | 4 db                  | 160 km/h            | Bern S-Bahn                                                                                                 |          |
| 2010         | 2012                  | Ostdeutsche Eisenbahn           | Németország  | 16         | 1435 mm      | 4 db                  | 160 km/h            | Berlin/Brandenburg regionális vonal                                                                         |          |
| 2010 2015    | 2011 2017             | WESTbahn GmbH                   | Ausztria     | 7 10       | 1435 mm      | 4 és 6 db             | 200 km/h            | Bécs és Salzburg között közlekedett 2020-ig.                                                                |          |
| 2010 2015    | 2011 2017             | Deutsche Bahn                   | Németország  | 7 10       | 1435 mm      | 4 és 6 db             | 200 km/h            | Eladva a Deutsche Bahn-nak 2020-ban. Ettől kezdve IC2 intercityként a Drezda-Berlin-Rostock vonalon járnak. |          |
| 2010         | 2012                  | Svájci Szövetségi Vasutak       | Svájc        | 24         | 1435 mm      | 4 és 6 db             | 160 km/h            | regionális vonalakon közlekedik                                                                             |          |
| 2010         | 2014                  | Chemins de Fer Luxembourgeois   | Luxemburg    | 19         | 1435 mm      | 3 db                  | 160 km/h            | Luxembourg és Koblenz, Luxembourg és Trier, Luxembourg és Düsseldorf között közlekednek                     |          |
| 2013         | 2016                  | Aeroexpress                     | Oroszország  | 11         | 1524 mm      | 4 és 6 db             | 160 km/h            | A moszkvai reptér transzfervonata ES2 „Eurázsia” vonattípusaként                                            |          |
| 2015         |                       | Azeri Vasutak                   | Azerbajdzsán | 5          | 1524 mm      | 4 és 6 db             | 160 km/h            | EŞ2 „Eurázsia” vonattípusaként                                                                              |          |
| 2016         |                       | Grúz Vasutak                    | Grúzia       | 4          | 1524 mm      | 4 és 6 db             | 160 km/h            | GRS „Eurázsia” vonattípusaként                                                                              |          |
| 2016         | 2019                  | Mälardalstrafik                 | Svédország   | 33         | 1435 mm      | 5 db                  | 200 km/h            | Mälaren-völgyben közlekedik.                                                                                |          |
| 2017         | 2019                  | Kollektivtrafikförvaltningen UL | Svédország   | 8          | 1435 mm      | 5 db                  | ?                   | "Upptåget" Uppsala-Gävle.                                                                                   |          |
| 2017         | 2020. március 15.     | MÁV-Start Zrt.                  | Magyarország | 40 (19+21) | 1435 mm      | 6 db                  | 160 km/h            | Budapest-Nyugati - Vác (- Szob) és Budapest-Nyugati - Monor (- Cegléd) között közlekednek                   |          |
| 2018         | 2020 (terv)           | Szlovén Vasutak                 | Szlovénia    | 10         | 1435 mm      | 3 db                  | 160 km/h            | - | -        |
| 2021         | 2023-tól (terv)       | Svájci Szövetségi Vasutak       | Svájc        | 60         | 1435 mm      | 6 db                  | 160 km/h            | - | -        |